# Pseudopanurgus didirupa
Pseudopanurgus didirupa är en biart som först beskrevs av Cockerell 1908.  Pseudopanurgus didirupa ingår i släktet Pseudopanurgus och familjen grävbin. Inga underarter finns listade i Catalogue of Life.